# Arctia bellieri
Arctia bellieri är en fjärilsart som beskrevs av Failla-tedaldi. Arctia bellieri ingår i släktet Arctia och familjen björnspinnare. Inga underarter finns listade i Catalogue of Life.